# Светско првенство у пливању 2019 — 4×100 м слободно за мушкарце
Такмичење у пливању у дисциплини 4×100 м слободно за мушкарце на Светском првенству у пливању 2019. одржано је 21. јула (квалификације и финале) као део програма Светског првенства у воденим спортовима. Трке су се одржавале у базену Универзитетског спортског центра Намбу у јужнокорејском граду Квангџуу.
За трке у овој дисциплини било је пријављено укупно 27 штафета, а полуфиналне и финалну трку пливало је укупно 115 пливача.
Светски првак у штафети 4×100 слободно постала је штафета Сједињених Држава за коју су у финалу пливали Кајлеб Дресел, Блејк Пјерони, Зак Епл и Нејтан Ејдријан. Американци су  финалну трку испливали у времену новог рекорда светских првенстава од 3:09,06 минута. Сребрну медаљу освојила је штафета Русије, а бронзану штафета Аустралије.

## Освајачи медаља
|                  | Резултат |        | Резултат |            | Резултат |
|                  |          |        |          |            |          |
| Сједињене Државе | 3:09,06  | Русија | 3:09,97  | Аустралија | 3:11,22  |

## Званични рекорди
Пре почетка такмичења званични свестки рекорд и рекорд шампионата у овој дисциплини су били следећи:
| Рекорд                         | Име              | Резултат | Место         | Датум            |
| ------------------------------ | ---------------- | -------- | ------------- | ---------------- |
| Светски рекорд СР              | Сједињене Државе | 3:08,24  | Пекинг (Кина) | 11. август 2008. |
| Рекорд светских првенстава РПр | Сједињене Државе | 3:09,21  | Рим (Италија) | 26. јул 2009.    |

Током такмичења постављени су следећи рекорди:
| Рекорд                         | Име              | Резултат | Трка   | Датум   |
| ------------------------------ | ---------------- | -------- | ------ | ------- |
| Рекорд светских првенстава РПр | Сједињене Државе | 3:09,06  | финале | 21. јул |

## Резултати квалификација
За такмичење у тркама на 4×100 м слободно за мушкарце било је пријављено 27 штафета из исто толико земаља, а у свим тркама учестовало је укупно 115 пливача. Квалификационе трке одржане су 21. јула у јутарњем делу програма, са почетком од 12:32 по локалном времену, пливало се у три квалификационе групе, а пласман у финале остварило је 8 штафета са најбољим резултатима квалификација.
| Пл. | Група | Стаза | Репрезентација   | Такмичари                                                                                               | Време            | Нап.             |
| --- | ----- | ----- | ---------------- | --- | ---------------- | ---------------- |
| 1.  | 1     | 5     | Сједињене Државе | Таунли Хас (48,60) Блејк Пјерони (47,32) Мајкл Чедвик (47,92) Зак Епл (47,47)                           | 3:11,31          | КВ               |
| 2.  | 2     | 1     | Велика Британија | Данкан Скот (48,18) Џејмс Гај (47,77) Бен Прауд (48,43) Скот Маклеј (48,04)                             | 3:12,42          | КВ               |
| 3.  | 2     | 4     | Русија           | Јевгениј Рилов (48,31) Андреј Минаков (48,94) Климент Колесњиков (47,96) Владислав Грињов (47,43)       | 3:12,64          | КВ               |
| 4.  | 3     | 5     | Аустралија       | Камерон Макевој (48,29) Клајд Луис (47,99) Александар Грејам (48,39) Кајл Чалмерс (47,98)               | 3:12,65          | КВ               |
| 5.  | 3     | 3     | Италија          | Санто Кондорели (48,67) Мануел Фриго (47,90) Алесандро Бори (48,49) Алесандро Миреси (47,60)            | 3:12,66          | КВ               |
| 6.  | 3     | 4     | Бразил           | Марсело Черигини (48,20) Педро Спажари (48,14) Андре Калвело (48,44) Брено Кореја (48,19)               | 3:12,97          | КВ               |
| 7.  | 3     | 8     | Француска        | Клемон Мињон (48,26) Жереми Стравијус (48,21) Том Пако Педрони (48,41) Мехди Метела (48,16)             | 3:13,04          | КВ               |
| 8.  | 3     | 2     | Мађарска         | Доминик Козма (48,92) Нандор Немет (48,36) Ричард Бохуш (48,79) Себастијан Сабо (47,83)                 | 3:13,90          | КВ               |
| 9.  | 2     | 5     | Јапан            | Кацуми Накамура (48,48) Шинри Шиоура (48,92) Кацухиро Мацумото (47,95) Акира Намба (48,81)              | 3:14,16          |                  |
| 10. | 2     | 2     | Грчка            | Андреас Вазајос (49,22) Кристијан Голомејев (47,60) Јоанис Георгаракис (49,50) Апостолос Христу (48,12) | 3:14,44          |                  |
| 11. | 2     | 7     | Немачка          | Дамјан Вирлинг (48,80) Маријуш Куш (48,64) Јоша Салхов (48,46) Кристоф Филдебрант (48,68)               | 3:14,58          |                  |
| 12. | 3     | 6     | Пољска           | Кацпер Мајхшак (48,95) Пшемислав Гаврисјак (49,64) Јан Холуб (48,13) Јакуб Краска (48,06)               | 3:14,78          |                  |
| 13. | 2     | 6     | Канада           | Маркус Тормајер (48,80) Јури Кисил (48,32) Вилијам Писани (49,21) Карсон Олафсон (48,73)                | 3:15,06          |                  |
| 14. | 3     | 9     | Белгија          | Себастијен Де Мелеместер (49,29) Јаспер Арентс (48,81) Томас Тајс (48,49) Питер Тимерс (48,75)          | 3:15,34          |                  |
| 15. | 3     | 1     | Србија           | Велимир Стјепановић (49,59) Урош Николић (48,48) Андреј Барна (48,29) Никола Аћин (49,36)               | 3:15,72          |                  |
| 16. | 3     | 7     | Холандија        | Јесе Путс (49,15) Нилс Корстање (49,06) Кајл Столк (48,34) Стан Пајненбург (49,22)                      | 3:15,77          |                  |
| 17. | 2     | 3     | Кина             | Ју Хесин (49,80) Јанг Ђинтонг (49,00) Цао Ђивен (48,87) Хе Ђуенји (48,56)                               | 3:16.23          |                  |
| 18. | 2     | 8     | Сингапур         | Џозеф Скулинг (49,32) Ке Џенгвен (48,76) Џонатан Тан Еу Ђин (49,63) Дарен Чуа Ји Шоу (48,95)            | 3:16,66          | НР               |
| 19. | 1     | 1     | Швајцарска       | Роман Митјуков (49,42) Нилс Лис (48,81) Антонио Ђаковић (49,03) Алекси Шмид (49,59)                     | 3:16,85          |                  |
| 20. | 3     | 0     | Ирска            | Шејн Рајан (49,40) Роберт Пауел (49,63) Џордан Слоун (48,72) Џек Макмилан (49,63)                       | 3:17,38          | НР               |
| 21. | 1     | 3     | Турска           | Хусејин Емре Сакчи (49,43) Искендер Башлаков (49,53) Кемал Арда Гурдал (49,61) Јалим Аџимиш (49,44)     | 3:18,01          |                  |
| 22. | 2     | 0     | Јужна Кореја     | Хванг Сунву (50,08) Џанг Донгхјок (49,45) Парк Сеонкван (49,76) Јанг Џехун (48,80)                      | 3:18,09          |                  |
| 23. | 2     | 9     | Кинески Тајпеј   | Ванг Сјингхао (50,45) Ванг Јуљен (50,10) Лин Чиенљанг (51,01) Ан Тингјао (50,25)                        | 3:21,81          |                  |
| 24. | 1     | 7     | Хонгконг         | Николас Лим (51,34) Јан Хо Јенту (49,84) Нг Чеук Јин (51,78) Чеук Минг Хо (50.53)                       | 3:23,49          |                  |
| 25. | 1     | 6     | Малезија         | Велсон Сим (50,47) Чан Ђе (51,77) Терн Терн Ђан Хан (52,65) Фанг Дер Тја (55,06)                        | 3:29,95          |                  |
| 26  | 1     | 2     | Египат           | Мохамед Сами (49,59) Али Халафала (48,79) Марван ел Камаш (51,92) Абделрахман Самех                     | Дисквалификација | Дисквалификација |
| 26  | 1     | 4     | Израел           | Томер Франкел (49,62) Мејрон Черути Јаков Тумаркин Данијел Намир                                        | Дисквалификација | Дисквалификација |

## Финале
Финална трка је пливана такође 21. јула са почетком од 21:23 часова по локалном времену.
| Пл. | Стаза | Репрезентација   | Такмичари                                                                                           | Време   | Нап. |
| --- | ----- | ---------------- | --------------------------------------------------------------------------------------------------- | ------- | ---- |
|     | 4     | Сједињене Државе | Кајлеб Дресел (47,63) Блејк Пјерони (47,49) Зак Епл (46,86) Нејтан Ејдријан (47,08)                 | 3:09,06 | РПр  |
| 2   | 3     | Русија           | Владислав Грињов (47,83) Владимир Морозов (47,62) Климент Колесњиков (47,50) Јевгениј Рилов (47,02) | 3:09,97 |      |
| 3   | 6     | Аустралија       | камерон Макевој (48,44) Клајд Луис (47,61) Александар Грејам (48,11) Кајл Чалмерс (47,06)           | 3:11,22 |      |
| 4.  | 2     | Италија          | Санто Кондорели (48,72) Мануел Фриго (47,29) Лука Дото (47,81) Алесандро Миреси (47,57)             | 3:11,39 |      |
| 5.  | 5     | Велика Британија | Данкан Скот (47,97) Џејмс Гај (47,72) Бен Прауд (48,27) Скот Маклеј (47,85)                         | 3:11,81 |      |
| 6.  | 7     | Бразил           | Марсело Чиригини (48,10) Педро Спажари (48,14) Бруно Фратус (47,78) Брено Кореја (47,97)            | 3:11,99 |      |
| 7.  | 8     | Мађарска         | Доминик Козма (48,59) Криштоф Милак (48,05) Петер Холода (48,53) Нандор Немет (47,68)               | 3:12,85 |      |
| 8.  | 1     | Француска        | Клемон Мињон (48,25) Жереми Стравијус (48,33) Том Пако Педрони (48,92) Мехди Метела (47,84)         | 3:13,34 |      |